# Howard Drew
Howard Porter Drew (ur. 28 czerwca 1890 w Lexington, zm. 19 lutego 1957 w West Haven) – amerykański lekkoatleta specjalizujący się w biegach sprinterskich, olimpijczyk.
Uczestniczył w rywalizacji na V Igrzyskach olimpijskich rozgrywanych w Sztokholmie w 1912 roku. Startował tam w biegu na 100 metrów. Drew dotarł do finału, lecz nie pojawił się na starcie. Wystartował także w zawodach baseballowych.
Drew był mistrzem krajowym w biegu na 100 jardów w latach 1912-1913, w biegu na 220 jardów w 1913 oraz mistrzem na 60 m w hali w 1913 roku.
Rekordy życiowe: 100 jardów – 9,6 (1914); 100 metrów – 10,6 (1912); 200 metrów – 21,8 (1912).